# Ozero Sorotjinskoje
Ozero Sorotjinskoje (ryska: Озеро Сорочинское) är en sjö i Belarus.   Den ligger i voblasten Vitsebsks voblast, i den norra delen av landet, 140 km nordost om huvudstaden Minsk. Ozero Sorotjinskoje ligger 204 meter över havet.
Omgivningarna runt Ozero Sorotjinskoje är en mosaik av jordbruksmark och naturlig växtlighet. Runt Ozero Sorotjinskoje är det ganska glesbefolkat, med 28 invånare per kvadratkilometer.